# GSAVV Forward
GSAVV Forward (Groninger Studenten Amateur Voetbal Vereniging) is een op 1 april 1903 opgerichte amateurvoetbalvereniging uit stad Groningen, provincie Groningen, Nederland. De thuiswedstrijden worden op "Sportpark Zernike" gespeeld.
Het standaardelftal komt in het seizoen 2023/2024 uit in de Tweede klasse zondag van het KNVB-district Noord.

## Geschiedenis
Voorwaarts is opgericht op 1 april 1903 en is een subvereniging van GSC Vindicat atque Polit. In 1906 werd de naam gewijzigd in Forward omdat de naam Voorwaarts reeds bestond in Zuidbroek. Het is de op oudste studentenvoetbalvereniging van Nederland. In de beginperiode gold de club als een van de beste voetbalclubs in het noorden van Nederland. In het seizoen 1912/13 werd zelfs het Noordelijk kampioenschap behaald, door in de competitie clubs als Achilles 1894 en Be Quick achter zich te houden. Ook won de club dat seizoen de Groninger Dagbladbeker, waar ze tussen 1911 en 1923 uiteindelijk elf maal aan deelnamen. Toch bleef het sportief niet voor de wind gaan met de vereniging en zakte het af tot lagere klasses.
In 1954 deed het betaalde voetbal zijn intrede in Nederland, hetgeen tot hevige discussies tussen voor- en tegenstanders leidde. Toen de betaalde voetbalbond in 1956 werd opgenomen in de KNVB liet Forward-voorzitter Cees Wevers geen gelegenheid voorbijgaan om zich uit te spreken tegen betaling van spelers. Wevers zei ooit bij wijze van grap: 'Voortaan spreken we van de Groninger Studenten Amateur Voetbal Vereniging Forward.' De toenmalige secretaris Frans Pelikaan knoopte deze uitspraak goed in zijn oren en voerde in 1957 zonder overleg met de andere bestuursleden het woord amateur aan de naam van de vereniging toe. De amateurstatus van de club moest volgens hem worden gewaarborgd.
Op 1 april 2003 bestond de club honderd jaar. Dit is gevierd met een lustrumweek, afgesloten met een "Boekenbal" in de Martinikerk. Op dit bal is "Forward een Eeuw Geboekt" verschenen, een jubileumboek waaraan door zeven reünisten een kleine tien jaar is gewerkt.
Forward is in zijn meer dan 100-jarig bestaan meer dan acht keer kampioen geworden in verschillende klassen. De laatste dateert uit seizoen 2021/22 toen het kampioenschap in 3B werd behaald.

## Standaardelftal

### Erelijst
kampioen Tweede klasse: 1913*, promotie naar Eerste klasse via nacompetitie: 1995
kampioen Derde klasse: 1909, 1956*, 1985, 2004, 2014, 2022
kampioen Vierde klasse: 1955, 1966, 1975
* geen promotie

### Competitieresultaten 1907–2018
| 2 |

| 3 |

| 1 |

| 3 |

| 6 |

| 6 |

| 1 |

| 2 |

| 2 |

| 2 |

| 5 |

| 7 |

| 6 |

| 6 |

| 6 |

| 9 |

| 10 |

| 5 2A |

| 6 2A |

| 4 2B |

| 7 2A |

| 7 2B |

| 7 2B |

| 4 2B |

| 7 2B |

| 10 2B |

| 5 3B |

| 8 3B |

|  |

|  |

|  |

|  |

|  |

|  |

|  |

|  |

|  |

|  |

|  |

|  |

|  |

|  |

|  |

| 10 4E |

| 11 4D |

| 9 4E |

| 5 4F |

| 4 4F |

| 1 4G |

| 1 3B |

| 7 3B |

| 6 3B |

| 8 3D |

| 7 3D |

| 10 3D |

| 10 3B |

| 11 3B |

| 4 4D |

| 4 4D |

| 1 4E |

| 7 3B |

| 10 3D |

| 6 3D |

| 9 3D |

| 10 3D |

| 7 3D |

| 12 3D |

| 8 4E |

| 1 4E |

| 9 3B |

| 2 3B |

| 5 3B |

| 11 3B |

| 6 4E |

| 8 4E |

| 2 4D |

| 10 3B |

| 4 3B |

| 1 3B |

| 5 2A |

| 2 2A |

| 2 2A |

| 4 2A |

| 2 2A |

| 5 2A |

| 6 2A |

| 4 2A |

| 5 2A |

| 3 2A |

| 6 1C |

| 10 1F |

| 12 1F |

| 12 2L |

| 3 3C |

| 5 2L |

| 11 2L |

| 9 2K |

| 2 3B |

| 5 2L |

| 7 2K |

| 11 2L |

| 4 3C |

| 2 3D |

| 10 2K |

| 14 2K |

| 11 3C |

| 5 3C |

| 1 3C |

| 13 2K |

| 2 3C |

| 12 2L |

| 13 2K |

| - 3A |

2004: de beslissingswedstrijd op 5 mei bij ONR om het klassekampioenschap in zondag 3B werd met 2-0 gewonnen van VV Leek Rodenburg
| Eerste klasse | Tweede klasse | Derde klasse | Vierde klasse | Noodcompetitie |

In elke staaf van de grafiek staat van boven naar beneden vermeld: 
- Eindnotering

Dit is de positie die de club heeft bereikt in de competitie, zonder eventuele beslissings-, play-off- of nacompetitiewedstrijden die nodig zijn geweest om bijvoorbeeld de kampioen van de competitie te bepalen.
Indien een * achter het getal staat is de notering een tussenstand en kan het zijn dat de notering niet overeenkomt met de uiteindelijke eindstand van de competitie.
Staat er een - dan is het seizoen nog bezig en is er geen definitieve uitslag bekend.
Staat er xx op de positie van de notering, dan heeft de club vroegtijdig de competitie verlaten. Dit kan onder andere komen door terugtrekking van het team, faillissement van de club of door een uitgedeelde straf van de KNVB. In veel gevallen staat elders in het artikel de reden vermeld.
Staat er een ? dan is het resultaat uit het verleden onbekend, en is alleen de competitie of het niveau bekend van dat seizoen.
In de seizoenen 2019/20 en 2020/21 werd wegens de coronacrisis het amateurvoetbal afgebroken. Daardoor kennen deze staven geen eindklassering (middels -- weergegeven).
- Competitieniveau en afdelingsletter of Officiële eindstand Eredivisie
  - Competitieniveau en afdelingsletter

Hierbij geeft het getal het niveau weer, dat ook terug te vinden is in de legenda. De letter is de afdelingsaanduiding en wordt gebruikt wanneer er meer afdelingen zijn op hetzelfde niveau. De afdelingsletter is altijd een hoofdletter en wordt meestal zonder nummer gebruikt.
Voorbeeld: 2F is niveau 2e klasse competitie F.
Het competitieniveau en nummer wordt niet vermeld wanneer er slechts één competitie van dit niveau was.
  - Officiële eindstand Eredivisie (getal staat tussen haakjes vermeld)

Sinds de introductie van play-offwedstrijden voor Europees voetbal na afloop van de reguliere competitie in 2005/06, is de KNVB verplicht een eindstand van de Eredivisie door te geven aan de UEFA aan de hand van deze play-offwedstrijden.
Bij deze eindstand staan clubs die zich hebben gekwalificeerd voor Europees voetbal hoger dan clubs die zich niet wisten te kwalificeren. Indien er geen verschil was tussen de eindnotering en de officiële eindstand, staat dit getal niet vermeld.

- Onderafdeling

Hier staat afgekort de naam van de onderafdeling indien de club in dat jaar in een onderafdeling uitkwam. Tevens staat deze afkorting in de legenda en wordt gelinkt naar het artikel over deze onderafdeling. Deze afkorting wordt alleen vermeld wanneer de club in het verleden in verschillende onderafdelingen heeft gespeeld. Deze vermelding is in de staaf altijd in kleine letters. Deze onderafdelingen zijn na het seizoen 1995/96 afgeschaft. Heeft de club in slechts één onderafdeling gespeeld, dan is dit alleen terug te vinden in de legenda.
Onder de staaf staat het jaartal vermeld waarin het seizoen is afgesloten. 15 verwijst naar het seizoen 2014/15 of eventueel het seizoen 1914/15.
Wanneer een staaf leeg is, zijn deze gegevens niet bekend. Het kan ook zijn dat de club dat seizoen niet heeft meegespeeld op het hogere amateurniveau, vroegtijdig de competitie heeft verlaten of uit de competitie is gezet.

In het seizoen 1944/45 was er wegens de Tweede Wereldoorlog geen regulier competitievoetbal.

## Bekende (oud-)leden/spelers
Amicitia VMC · Be Quick 1887 · Blauw Geel '15 · DIO Groningen · DIVA '83 · VV Engelbert · GSAVV Forward · VV GEO · VV Glimmen · VV Gorecht · GRC Groningen · Groen-Geel · VV Groningen · VV Groninger Boys · VV Gruno · GVAV-Rapiditas · VV Haren · VV Helpman · HFC'15 · Italian Boys · Kids United · GSVV The Knickerbockers · FC Lewenborg · Lycurgus · VV Mamio · VV Omlandia · Oosterparkers · Oranje Nassau · PKC '83 · VV Potetos · SC Stadspark · Sv TEO · Velocitas 1897 · VVK · SV Woltersum